# طوماش رندة
طوماش رندة (بالتشيكية: Tomáš Randa)‏ هو لاعب كرة قدم تشيكي في مركز الدفاع، ولد في 23 ديسمبر 1974 في تشيكوسلوفاكيا. لعب مع نادي بريبرام ونادي سلوفاكو ونادي سيغما أولوموتس.